# Oratorio della Santissima Vergine Addolorata
Oratorio della Santissima Vergine Addolorata, även benämnt Oratorio della Santissima Vergine Addolorata del Conservatorio delle Neofite, är ett dekonsekrerat oratorium i Rom, helgat åt den smärtofyllda Jungfru Maria. Det är beläget vid Via Baccina i Rione Monti. 

## Historia
Oratoriet uppfördes under 1500-talet på platsen för ett sädesmagasin i församlingen San Salvatore ai Monti. Under 1600-talet kom oratoriet, nu helgat åt den helige Johannes Döparen, att tillhöra Conservatorio delle Neofite vid Via dei Neofiti 14, en katolsk institution för kvinnliga konvertiter till den kristna tron.
I början av 1800-talet kom Confraternita dell'Addolorata i besittning av oratoriet och det helgades då åt den smärtofyllda Jungfru Maria. Vid denna tid smyckades oratoriets innertak med en fresk föreställande den smärtofyllda Jungfru Maria. År 1826 möjliggjordes uppförandet av en ny fasad i nyklassicistisk stil efter en donation av en viss Emanuele Parini. Fyra doriska pilastrar bär upp ett entablement och ett brett triangulärt pediment med ett tomt tympanon. Ovanför ingångsportalen satt tidigare en platta med inskriptionen:
Oratoriet kom senare under 1800-talet att användas som bårhus för den närbelägna kyrkan San Salvatore ai Monti. År 1873 exproprierades byggnaden av den italienska staten och dekonsekrerades kort därefter. Efter att ha nyttjas för olika profana ändamål övertogs oratoriet 1976 av Roms kommun som installerade ett allaktivitetshus i byggnaden, uppkallat efter den helige Benedetto Giuseppe Labre. År 2001 kom oratoriet i privat ägo och hyser sedan dess en arkitekturateljé.

## Bilder

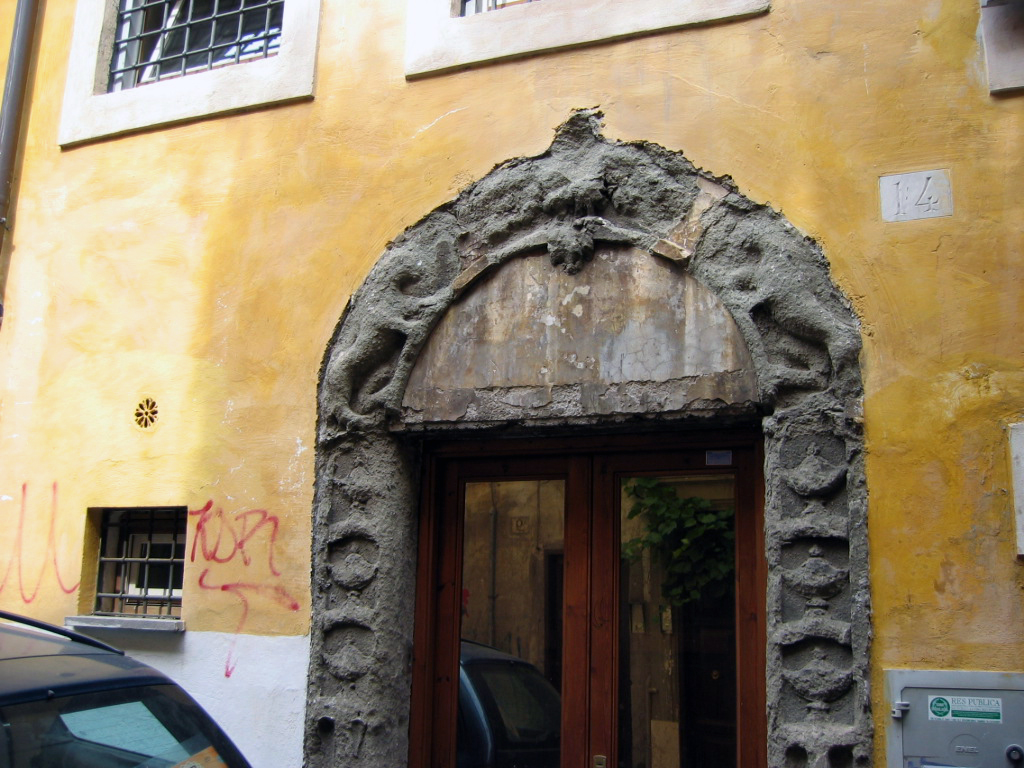
Portalen vid Via dei Neofiti 14 med ätten Odescalchis heraldiska djur.
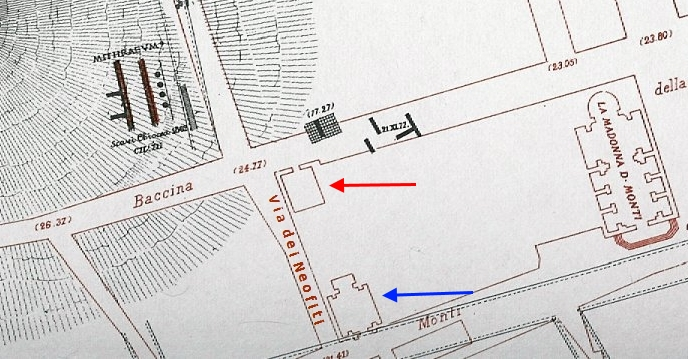
Oratorio della Santissima Vergine Addolorata (vid den röda pilen) på Rodolfo Lancianis Rom-karta från 1893–1901. Den blå pilen anger San Salvatore ai Monti. Till höger på kartan är Madonna dei Monti avbildad.
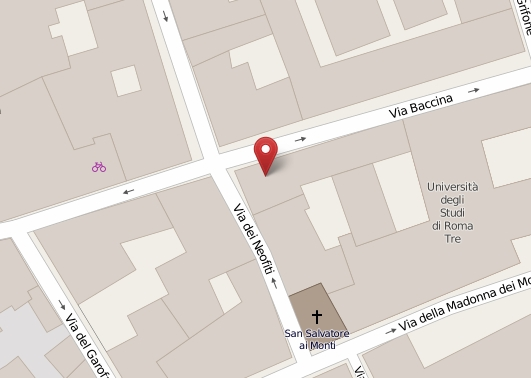
Läge för Oratorio della Santissima Vergine Addolorata på en karta från 2016.